# المرأة التركية في السياسة
نساء تركيا لطالما لعبوا دورًا مؤثرًا في الحياة السياسية؛ حيث ترسخ حضورها في البرلمان من خلال نجاحها المتزايد في الانتخابات البرلمانية الأخيرة.

## الموضوع
تأسست الجمهورية التركية على أنقاض الدولة العثمانية في 29 تشرين الأول 1923. ولكن على الرغم من أن قوة السلطة السياسية لوالدة السلطان (السلطانة الأم) على السلاطين العثمانيين، وخصوصا خلال الفترة المعروفة باسم سلطنة النساء، لم تحظ النساء بأي فرصة للعمل في أي منصب سياسي رسمي خلال العصر العثماني.
نزيهة محي الدين هي واحدة من أشهر الناشطات السياسين في بداية العصر الجمهوري، أسست أول حزب نسائي في تركيا في يونيو 1923؛ لكنه لم يتم تقنينه أبدا لأن الجمهورية لم تعلن ذلك رسميًا حتى الآن. بدأ مصطفى كمال أتاتورك، مؤسس الجمهورية، سلسلة من الإصلاحات؛ لتحديث البلاد، بما في ذلك المساواة المدنية والسياسية للمرأة لأول مرة. يوم 17 فبراير عام 1926، اعتمدت تركيا القانون المدني الجديد الذي تم فيه الإعلان عن حق المساواة بين النساء والرجال إلا في الاقتراع. وبعد مدة قصيرة مليئة بالنضال، استطاعت الحصول على حق التصويت في الانتخابات المحلية بموجب القانون رقم 1580 في 3 نيسان 1930. وبعد مرور أربع سنوات من التشريعات التي سُنت في 5 كانون الأول عام 1934، اكتسبو حق الاقتراع العام الكامل، قبل معظم البلدان الأخرى.

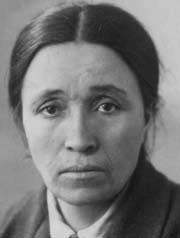
أول سيدة تركية تلتحق بالبرلمان

## الحكومة المحلية
مهتار هو لقب تركي يعني رئيس البلدية. كانت جلكيز أرابيل أول سيدة تشغل هذا المنصب في بلدة دميسيدير (المعرفة الآن باسم كاربوزلو) في حي أيجة تقاطع منطقة أيطن في انتخابات 1993، التي تسابقت فيها مع سبع مرشحين ذكور. كما شغلت مفيدة إلهان منصب أول عمدة في إنتخابات مرسين عام 1950.

## في البرلمان
نجحت سبعة عشر نائبة في الفوز بمقاعد البرلمان التركي في الانتخابات العامة التي أجريت في 8 شباط عام 1935: ميبرو حونيك Mebrure Gönenç، وصبيحة جوكول إرباي Sabiha Gökçül Erbay، وسكيبة إنسيل Şekibe İnsel، وحورية أنيس بهاء Huriye Öniz Baha، وفاطمة مميك Fatma Memik، ونقية ألجن Nakiye Elgün، وفكيهة أيمن Fakihe Öymen، وهاتي شربان Hatı Çırpan، وفرح جعبوب Ferruh Güpgüp، وبهيرة بيدس موروفا Bahire Bediş Morova، ومهري بيكتاس Mihri Pektaş، ومليحة إياس Meliha Ulaş، وفاطمة قسمت نعمان Fatma Esma Nayman، وصبيحة جوركي Sabiha Görkey، وسنيهال هازيل Seniha Hızal، وبينال نرفزث إيرمان Benal Nevzat Arıman، وتركان عرس باستوج Türkan Örs Baştuğ. بينما ازداد عددهم إلى ثمانية عشر نائبة بعد فوز هاتيس كوشكون في الانتخابات البرلمانية لعام 1936.

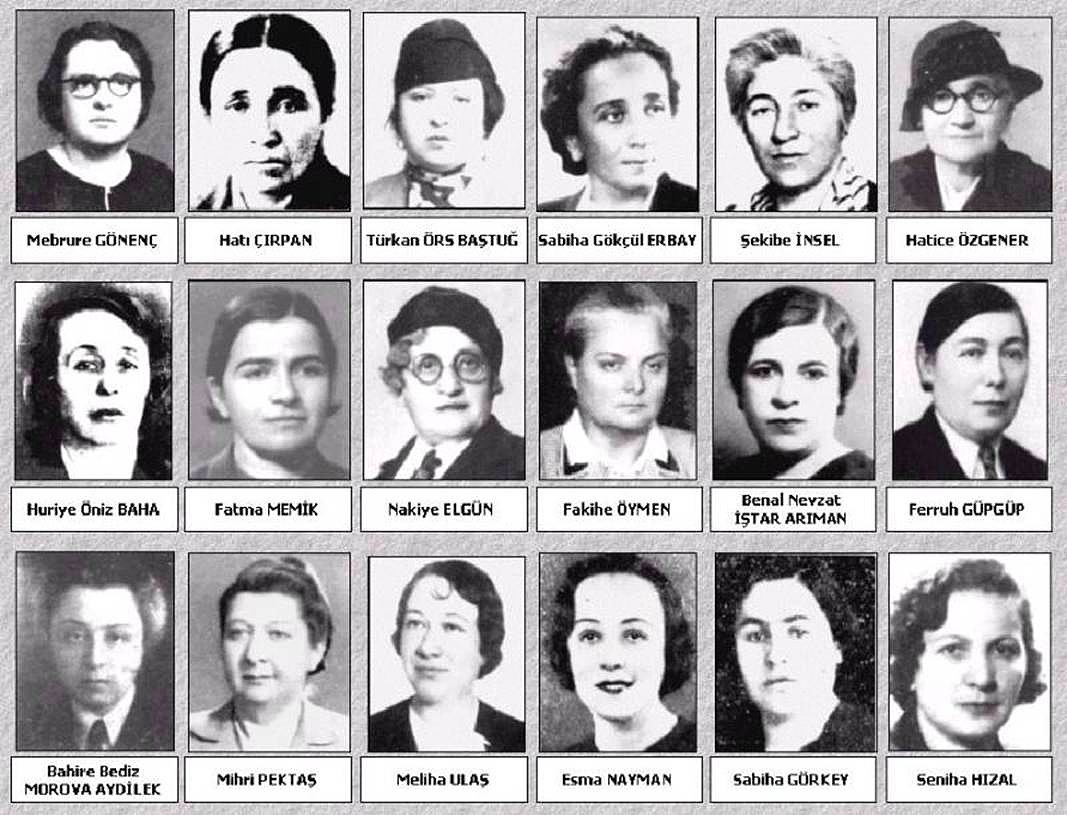

وبالرغم من شهرتهم جميعًا، أشتهر اسم هاتي شربان بصفة خاصة؛ لأنها كانت من منطقة ريفية.

## الانتخابات البرلمانية منذ عام 1935 حتي عام 1991
الجدول التالي يوضح نسبة مشاركة في البرلمان منذ البداية الواعدة عام 1935، حتى بدأت النسبة في الانخفاض ليحصل الحد الأدني إلى عضوتين في عام 1954، ولم تتحسن هذة النسبة في الانتخابات التالية ختى عام 1991.
| السنة | عدد العضوات | النسبة |
| ----- | ----------- | ------ |
| 1935  | 18          | 4.6%   |
| 1939  | 15          | 3.8%   |
| 1943  | 16          | 3.9%   |
| 1946  | 9           | 2%     |
| 1950  | 3           | 0.6%   |
| 1954  | 2           | 0.7%   |
| 1957  | 7           | 1.3%   |
| 1961  | 3           | 0.7%   |
| 1965  | 8           | 1.8%   |
| 1969  | 5           | 1.1%   |
| 1973  | 6           | 1.3%   |
| 1977  | 4           | 0.9%   |
| 1983  | 12          | 3%     |
| 1987  | 6           | 1.3%   |
| 1991  | 8           | 1.8%   |

## الانتخابات البرلمانية منذ عام 1995 حتي عام 2001
بدأت نسبة المشاركة في البرلمان في الازدياد مرة أخرى منذ عام 1995 حتي ازداد زيادة فائقة عام 1999؛ وربما كان السبب في ذلك هو مشاركة المرأة لأول مرة في التصويت في عام 1995.
| العام | عدد العضوات | النسبة |
| ----- | ----------- | ------ |
| 1995  | 13          | 2.4%   |
| 1999  | 22          | 4%     |
| 2002  | 24          | 4.4%   |
| 2007  | 46          | 9%     |
| 2011  | 78          | 14%    |

## أعضاء مجلس الأمة
أُنتخبت هؤلاء النساء لرئاسة مجلس الأمة، الذي كان له اليد العليا على البرلمان منذ عام 1961 حتى عام 1980:
- ميبرو أسكولي (1902-1948)، حزب الشعب الجمهوري 1964-1973 (بالتركية CHP)[7]
- فاطمة حكمت عثمان (1918-1948)، حزب العمال التركي (1966-1975) (بالتركية TIP).[8]
- بحرية تشوك (1919-1990)، رئيسة هيئة الطوارئ (1971-1976).[9] المرأة الوحيدة التي أُغتيلت أغتيال سياسي.
- نرمين عبدان (ولدت 1921)، رئيسة هيئة الطوارئ (1978-1980)[10]
- أسيل بايكال (1923-2003)، حزب الشعب الجمهوري بالتركية CHP (1997-1980(.[11]

## رؤساء الأحزاب
بهيجة بوران هي أول امرأة تتولى رئاسة حزب في تركيا. تولت رئاسة حزب العمال في عام 1970 حتى إغلاق جميع الأحزاب السياسية في أعقاب انقلاب 1980. بعض النساء الأخريا الذين تولوا رئاسة الأحزاب:
- موبيسيل جوكتونا (1919-1999)، الحزب القومي للمرأة (1972-1981) بالتركية TUK.
- تانسو تشيلر (ولدت 1946)، الحزب الديمقراطي بالتركية DYP (1993-2002) ورئيسة الوزراء (1993-1996)
- رشا إيفت (ولدت 1923)، حزب اليسار الديمقراطي (1985-1987) بالتركية DSP، وحزب اليسار الديمقراطي الشعبي (2010)
- نسرين ناس (ولدت 1958)، حزب الوطن الأم بالتركية ANAP (2003-2004)
- فيلز كوجالي (ولدت 1958)، الحزب الديمقراطي الاشتراكي (2004-للآن). كانت المرأة الوحيدة التي ترأس حزب في عام 2013.

## المتحدث باسم البرلمان
حتى وقت قريب لم تكن هناك أي امرأة تشغل منصب المتحدث باسم البرلمان. نرمين نفتجي هي أول امرأة شغلت منصب المتحدث باسم حزب الاستقلال الوطني عام 1972. ميرال عسكر (المتحدث باسم حزب الحركة القومية) وجولدال ممجو (رئيسة الحزب الشعب الجمهوري) قدما أوراقهما في 2007 وهما الآن في المنصب.

## نائب رئيس الحزب البرلماني
وفقًا للدستور التركي، كل حزب به أكثر من عشرين مقعد يكون حزب برلماني يمثله من فرد لثلاثة أفراد لديهم الحق في تمثيل حزبهم؛ سواء في علاقة الحزب بالبرلمان، أو علاقة الحزب بالأحزاب الأخري، كما يحق له رئاسة الحزب البرلماني في حال غياب رئيس الحزب. أويا أراسلي Oye Araslı هي أول أمرأة تشغل هذا المنصب كنائبة رئيس البرلمان التركي عن حزب الشعب الجمهوري منذ عام 1996 ختى عام 1999. حاليًا، يوجد نائبتان عن الأحزاب الرلمانية في البرلمان، هما: إيمان أولكر طارهان Emine Ülker Tarhan نائبة حزب الشعب الجمهوري، وبيرفين بلدان Pervin Buldan نائبة حزب الحرية والديمقراطية.

## رئيس الوزراء
دخلت تانسو تلشر، أستاذة علم الاقتصاد منذ عام 1983، عالم السياسة عام 1980؛ لتنضم إلى حزب المحافظين. ثم أُنتخبت عام 1993 لرئاسة الحزب، وفي 25 حزيران من نفس العام، تم تعيين تشلر رئيسة وزراء الحكومة الائتلافية، لتصبح بذلك رئيسة الوزراء الأولى والوحيدة حتى الآن. وعملت في هذا المنصب حتى 6 مارس 1996.

## وزراء في الحكومة
عُينت توركان أكيول وزيرة للصحة عام 1971 في عهد حكومة نهاد إيرين التكنوقراطية لتصبح أول وزيرة في الحكومة التركية. وفي عام 1983، كانت واحدة من مؤسسي الحزب الديمقراطي الاجتماعي، الحزب الجديد الذي أصبح واحدًا من الأحزاب السياسية الرئيسية في تركيا في الثمانينات.
أسماء وزراء الحكومة الإناث حتى الوقت الحاضر كما يلي:
عُينت توركان أكيول وزيرة للصحة عام 1971 في عهد حكومة نهاد إيرين التكنوقراطية لتصبح أول وزيرة في الحكومة التركية. وفي عام 1983، كانت واحدة من مؤسسي الحزب الديمقراطي الاجتماعي، الحزب الجديد الذي أصبح واحدًا من الأحزاب السياسية الرئيسية في تركيا في الثمانينات.
أسماء وزراء الحكومة الإناث حتى الوقت الحاضر كما يلي:
| الاسم                             | الوزارة                                                                                         | الحزب                    |
| --------------------------------- | ----------------------------------------------------------------------------------------------- | ------------------------ |
| توركان أكيول (مواليد 1928)        | وزيرة الصحة والضمان الاجتماعي وزيرة دولة (الأسرة) 1992-1993 (1971-1971)                         | (غير منتمية لأي حزب) SHP |
| نرمين نيفتشي باكو (1924-2003)     | وزيرة الثقافة (1974-1975)                                                                       | CGP                      |
| إيرمين أيكوت (مواليد 1940)        | وزيرة العمل والضمان الاجتماعي (1987-1991) وزيرة الخارجية (1991 و1996)، وزيرة البيئة (1997-1999) | ANAP                     |
| جولر إليري (مواليد 1948)          | وزيرة الخارجية (1991-1993)                                                                      | SHP                      |
| ايسل بايكال (1939-2003)           | وزيرة الخارجية (1995-1995)                                                                      | الجمهوري                 |
| أوناي أولباجو (مواليد 1947)       | وزيرة شئون الدولة (1994-1995)                                                                   | SHP                      |
| إيزالاي سايغن (مواليد 1947)       | وزيرة شئون الدولة (1995-1996) وزيرة البيئة (1996)، وزيرة السياحة (1996)                         | حزب الطريق القويم        |
| أفيار يلماز (مواليد 1956)         | وزيرة شئون الدولة (1996-1997)                                                                   | حزب الطريق القويم        |
| تانسو تشيللر (مواليد 1946)        | وزيرة الشؤون الخارجية (1996-1997)                                                               | حزب الطريق القويم        |
| ميرال أكسندر (مواليد 1956)        | وزيرة الداخلية (1996-1997)                                                                      | حزب الطريق القويم        |
| طيبة غولك (مواليد 1968)           | وزيرة شئون الدولة (1999-2002)                                                                   | DSP                      |
| ميلدا باير (مواليد 1950)          | وزيرة شئون الدولة (1999-2002)                                                                   | DSP                      |
| يسل سليكال (مواليد 1933)          | وزيرة العدل (2002)                                                                              | (غير منمية لأي حزب)      |
| جولدال أكسيت (مواليد 1960)        | وزيرة السياحة (2002-2003) وزيرة الخارجية (2003-2007)                                            | حزب العدالة والتنمية     |
| نعمت BAS (مواليد 1965)            | وزيرة شئون الدولة (2003-2007) وزير التربية الوطنية (2009-2011)                                  | حزب العدالة والتنمية     |
| سلمى علياء علي كفاف (مواليد 1962) | وزيرة شئون الدولة (2009-2011)                                                                   | حزب العدالة والتنمية     |
| فاطمة شاهين (مواليد 1966)         | وزيرة الأسرة والسياسات الاجتماعية (2011 حتى الآن)                                               | AK                       |

## الاختصارات تشير إلى
- CGP: حزب الاستقلال الجمهوري
- ANAP: حزب الوطن الأم
- SHP: حزب الشعب الديمقراطي الاجتماعي
- CHP: حزب الشعب الجمهوري
- DYP: حزب الطريق القويم
- DSP: حزب اليسار الديموقراطي
- AKP: حزب العدالة والتنمية

## رئيس الجمهورية
حتى عام 2013، لم تكن هناك أي رؤساء إناث في تركيا. فبالرغم من تصريحات كمال كيليسدار أوغلو، رئيس حزب الشعب الجمهوري، أن حزبه سيرشح امرأة للانتخابات الرئاسية التالية، لم يقدم الحزب أي مرشحات للانتخابات.